# Dusičnan-oxid niobičný
Dusičnan-oxid niobičný je anorganická sloučenina s chemickým vzorcem NbO(NO3)3.Je to bílá krystalická látka ve čtverečné soustavě, která prudce reaguje s vodou za vzniku oxidu niobičného:
NbO(NO3)3 + H2O → Nb2O5 + HNO3

## Příprava
Dusičnan-oxid niobičný lze připravit reakcí chloridu niobičného s oxidem dusičným za teploty 30 °C:
NbCl5 + 4 N2O5 → NbO(NO3)3 + 5 NO2Cl
Chlorid nitrylu je tvořen jako vedlejší produkt. Pokusy o přípravu z oxidu niobičného a oxidu dusičného pod acetonitrilem vedly ke vytvoření komplexu, který reaguje s vodou za vzniku oxidu dusičného a rozkládá se při 65 °C.